# Bolo Tie

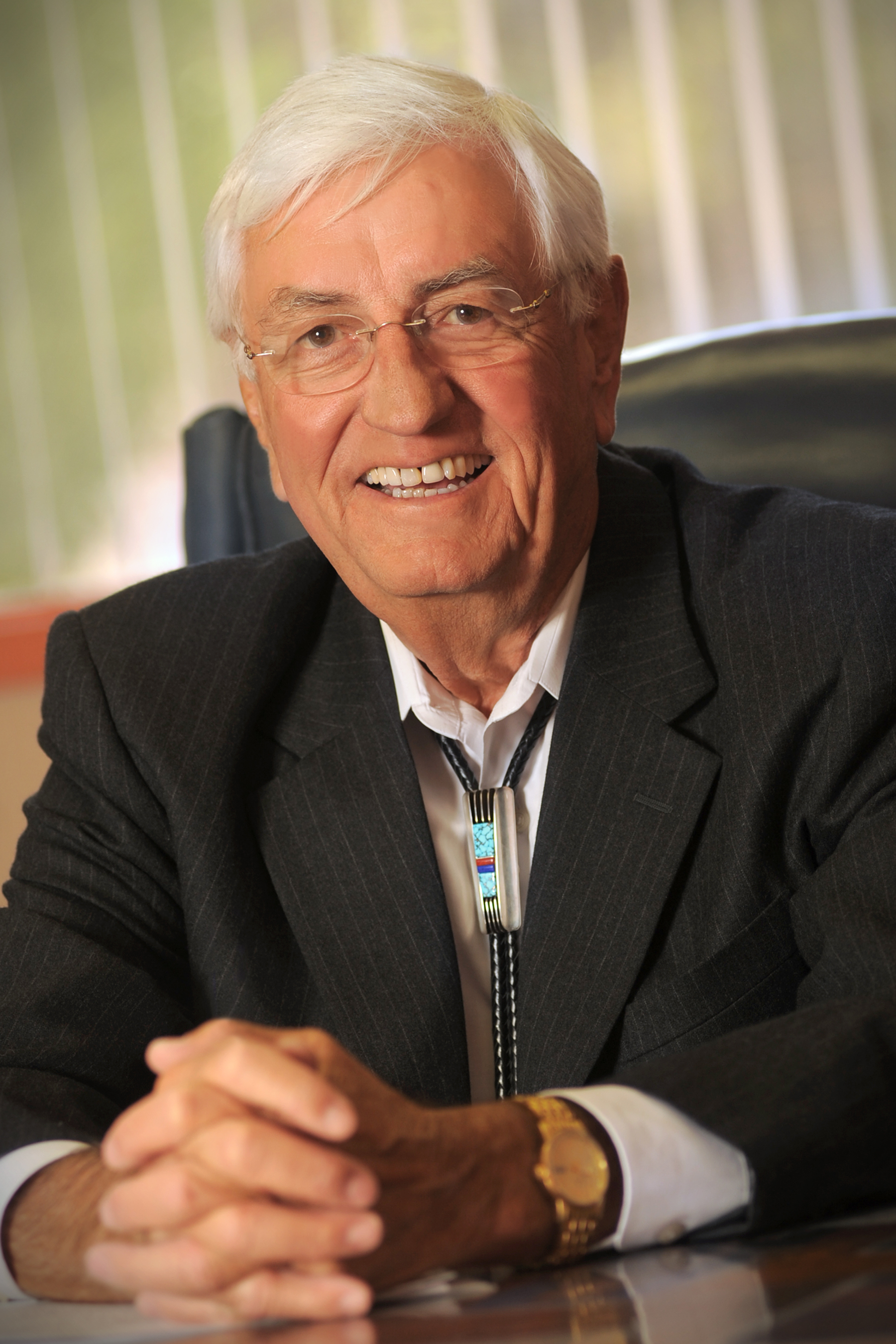
Garrey Carruthers, der ehemalige Gouverneur von New Mexico, mit einem Bolotie

Ein Bolo Tie (auch Bolotie, Cowboykrawatte, Bola Tie, Westernkrawatte oder Schnurkrawatte) ist eine Art von Krawatte, die aus einem Stück Schnur besteht, die von einer dekorativen Brosche oder Spange zusammengehalten wird. In den USA wird dieser Halsschmuck zu Cowboy- und Western-Kleidung getragen. Beim Westernreiten gehört es zur Ausrüstung des Reiters, und auch beim Square Dance ist es ein beliebtes Accessoire.
In England wurde diese Art der Krawatte in den 1950er Jahren durch die Teddy Boys als Bootlace Ties populär. Victor E. Cedarstaff in Wickenburg (Arizona) meldete 1954 eine Spange, die weniger rutscht, zum Patent an. 1971 wurde das Bolo Tie zur „offiziellen Krawatte“ von Arizona ernannt.

## Ausführungen
Ein Bolo Tie besteht aus einem meist 4-fach geflochtenen Lederband, dessen Enden durch metallene Spitzen, meist aus Silber, verschlossen und verziert werden. Die Brosche ist das eigentliche Zierstück. Sie ist meist aus Silber, manchmal auch aus Kupfer oder Bronze. Die Metallteile sind gegossen oder aus Blech und Draht gelötet und aufwändig verziert. Dabei werden Halbedelsteine, vorwiegend Lapislazuli und Türkis, aber auch Koralle, Tierzähne, etwa vom Wolf oder Bär, oder Knochen verwendet. Das Metall wird manchmal auch ziseliert, gedrückt, punziert oder geätzt.

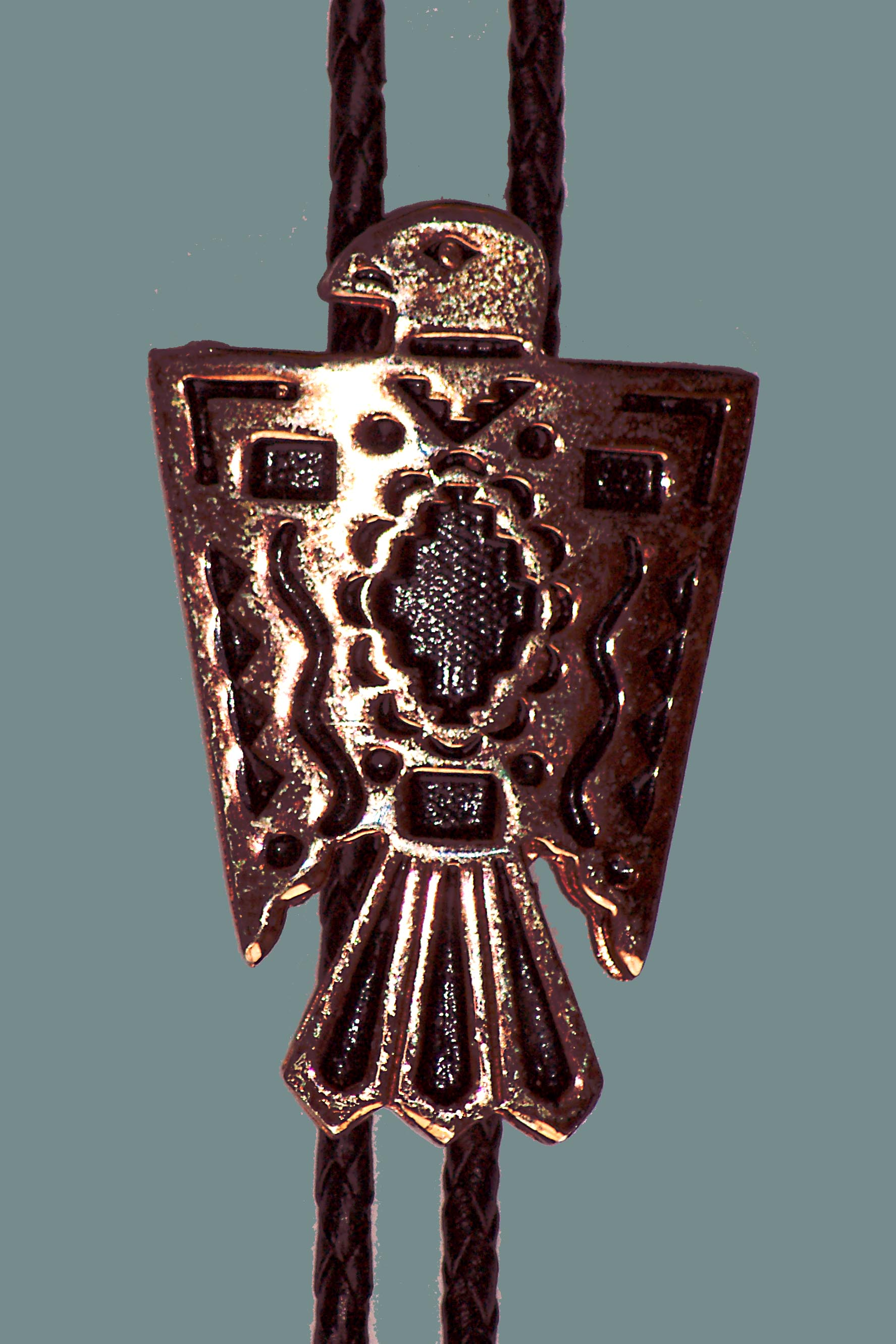
Kupfer (Kalifornien)
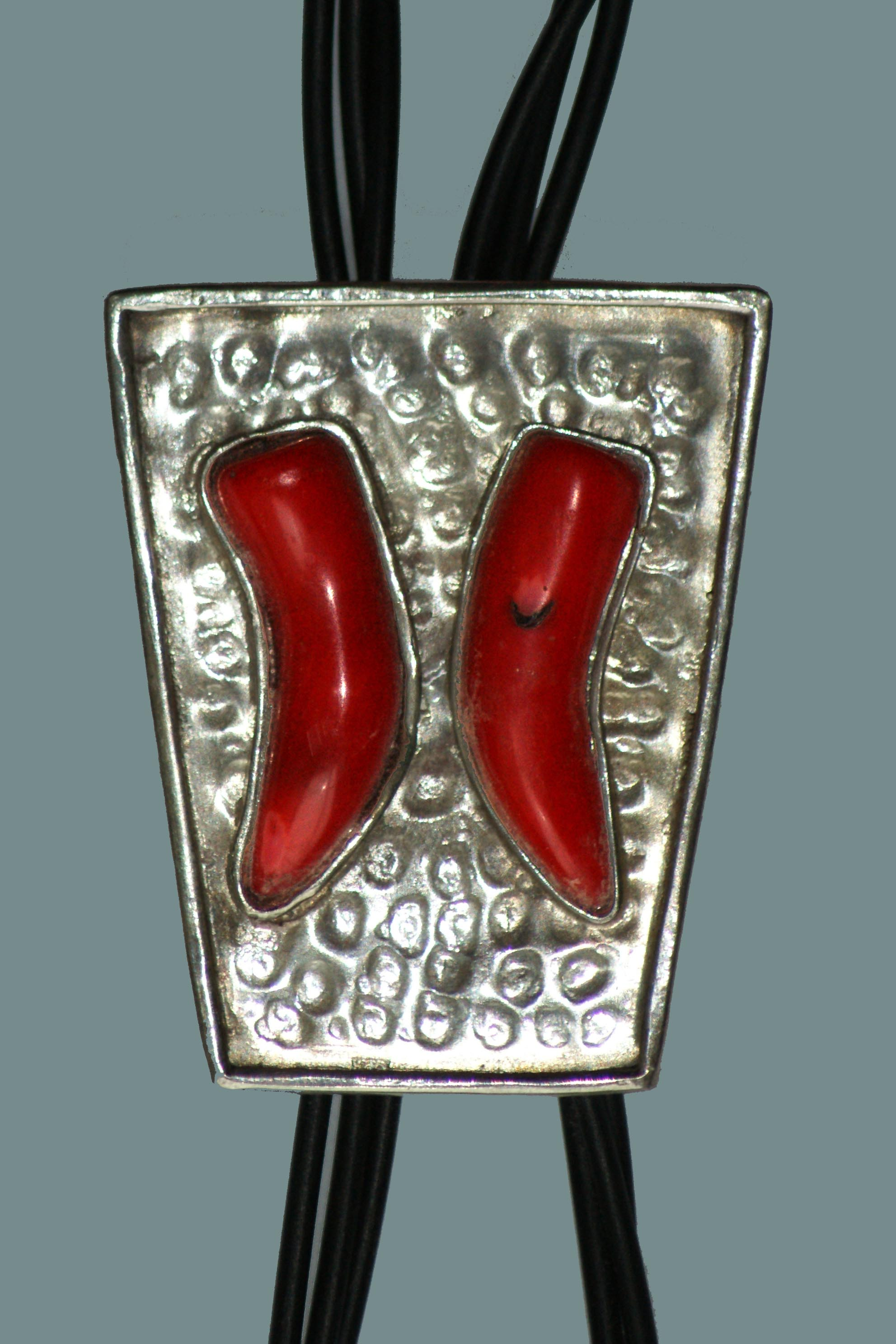
Silber mit Koralle
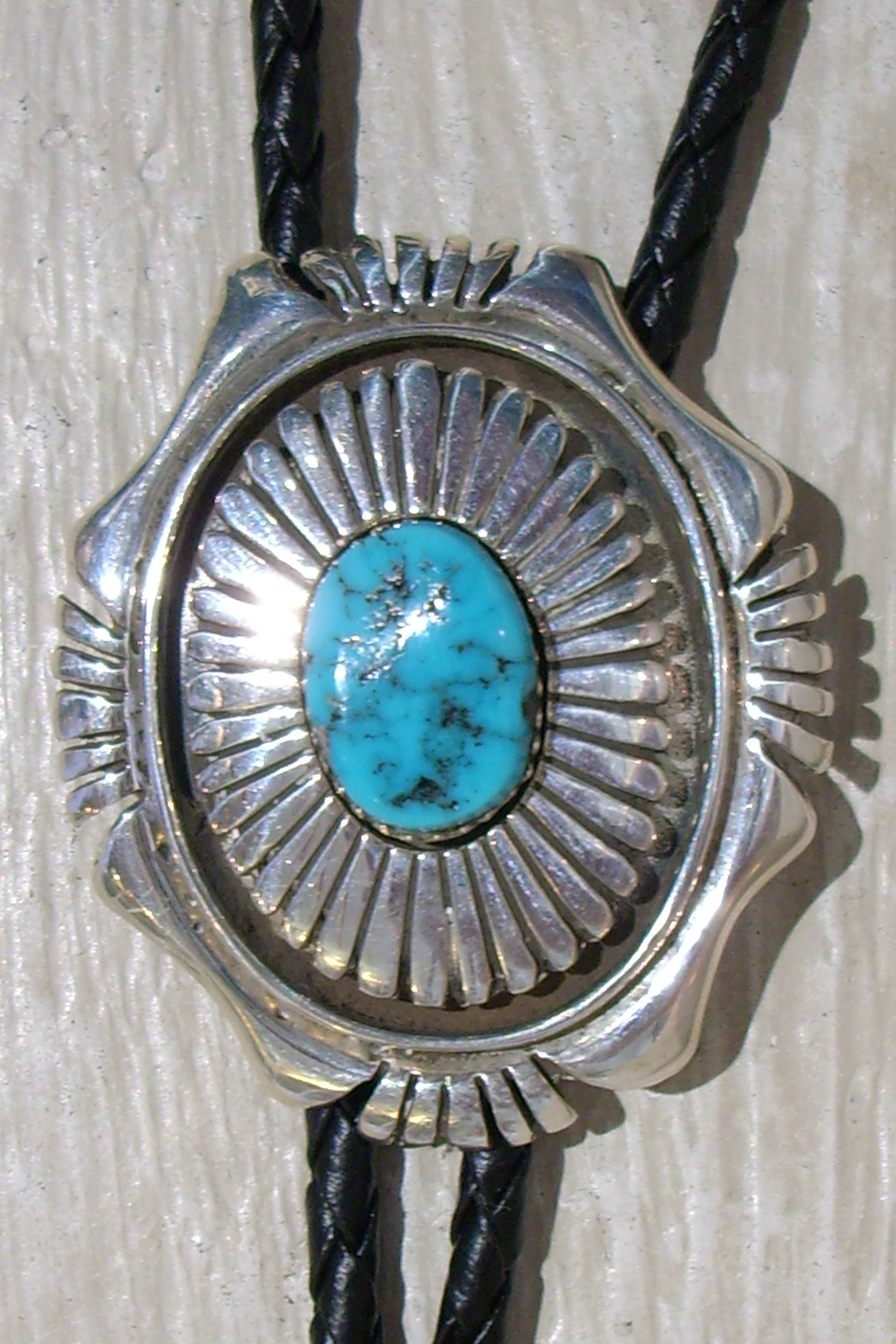
Silber mit Türkis (Navajo)